# Pseudocleobis chilensis
Pseudocleobis chilensis är en spindeldjursart som beskrevs av Roewer 1934. Pseudocleobis chilensis ingår i släktet Pseudocleobis och familjen Ammotrechidae. Inga underarter finns listade i Catalogue of Life.